# Chiesa di San Giuseppe (Marianopoli)
La chiesa di San Giuseppe fu costruita nel 1892 dalla confraternita di San Giuseppe istituitasi a Marianopoli nel 1888.

## Stile
La chiesa consta di un altare maggiore e due altari laterali. Nella volta si possono ammirare due affreschi del pittore Francesco Vitrano di Villafranca Sicula, rappresentanti lo Sposalizio della Vergine con san Giuseppe e il Transito di san Giuseppe, copie fedeli delle opere di Raffaello.